# Nervesa della Battaglia
Nervesa della Battaglia este un oraș în Italia.

## Demografie
Nervesa della Battaglia - evoluția demografică

|  | Graficele sunt indisponibile din cauza unor probleme tehnice. Mai multe informații se găsesc la Phabricator și la wiki-ul MediaWiki. |

Date: Recensăminte sau birourile de statistică - grafică realizată de Wikipedia